# Dunörtssläktet
Dunörtssläktet (Epilobium) är ett släkte med blommande, fleråriga växter i familjen dunörtsväxter. Det finns mellan 160 och 200 arter dunörter och de kommer ursprungligen från tempererade och subarktiska områden på både norra och södra halvklotet. Många arter räknas som ogräs i trädgårdar.
Blommorna har fyra kronblad och är vanligen rosa. Några arter har vita, röda, orange eller gula blommor.
Släktet är närstående mjölkesläktet (Chamerion) och dessa har tidigare räknats hit. Mjölkesläktets arter har dock strödda blad, blommorna saknar pip och ståndarna sitter i en krans. Dunörtssläktet har motsatta blad, blommorna har en lång pip och ståndarna sitter i två skilda kransar. Den mest kända arten i släktet Chamerion är mjölke (C. angustifolium), som också kallas mjölkört eller rallarros.

## Bildgalleri

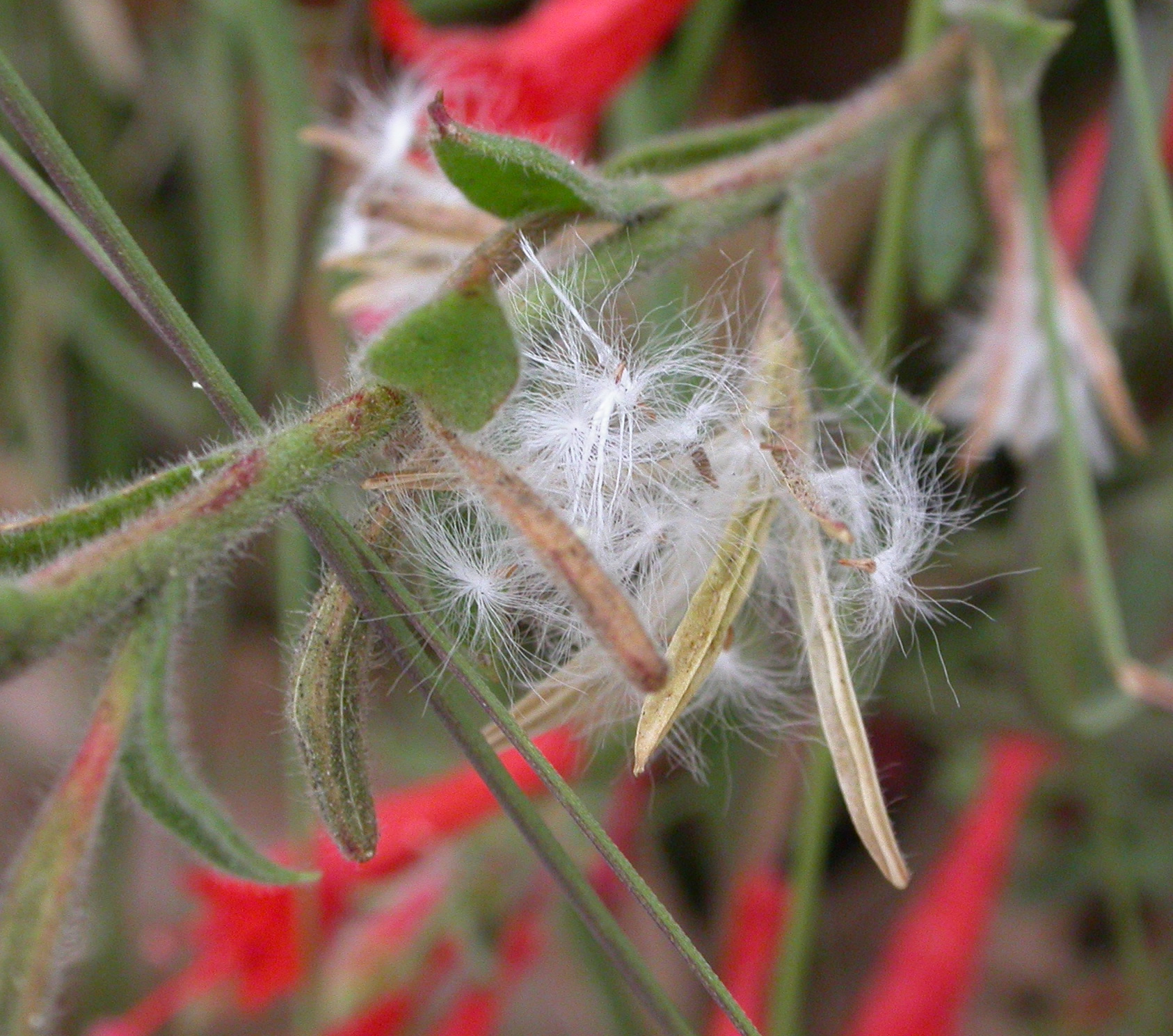
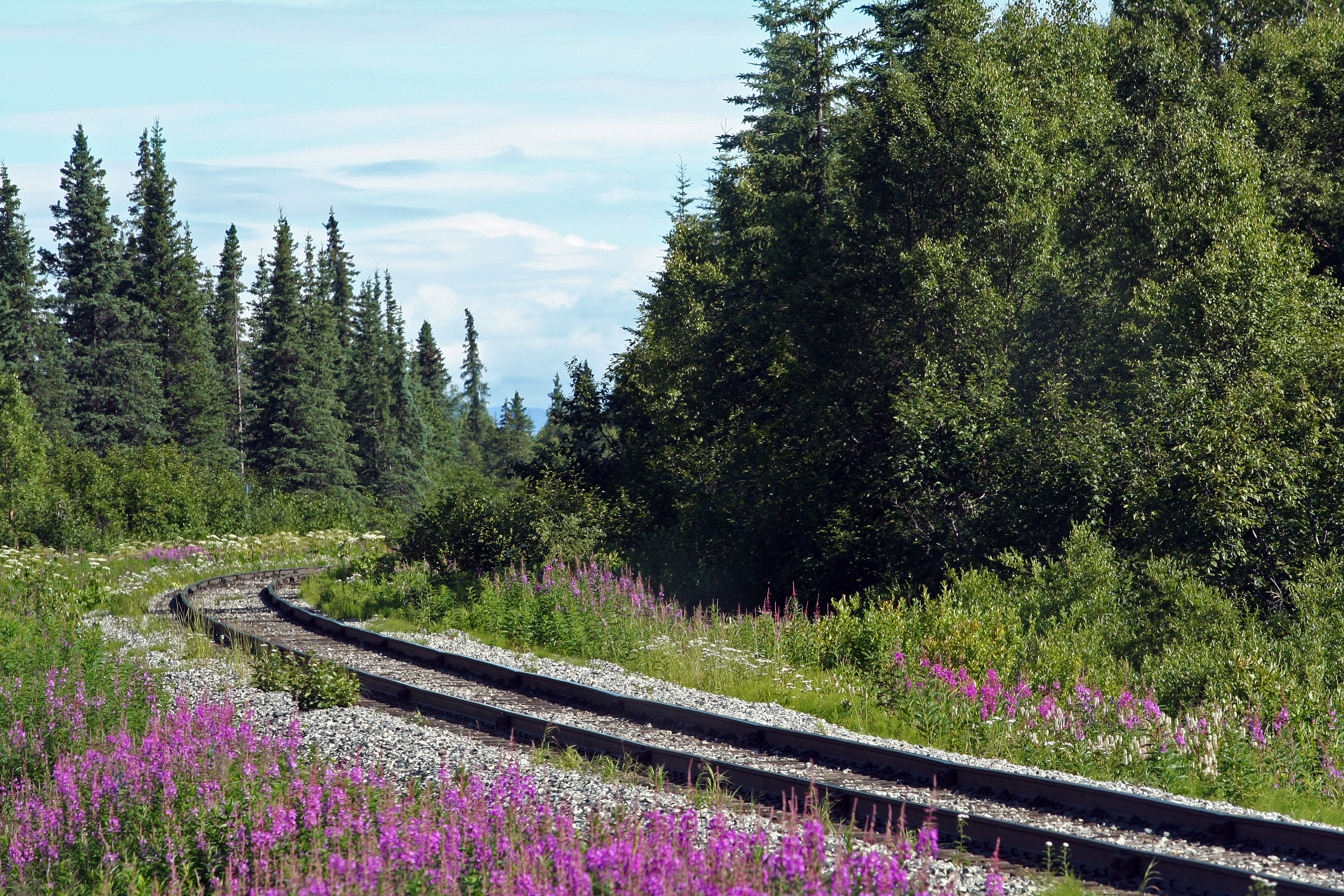
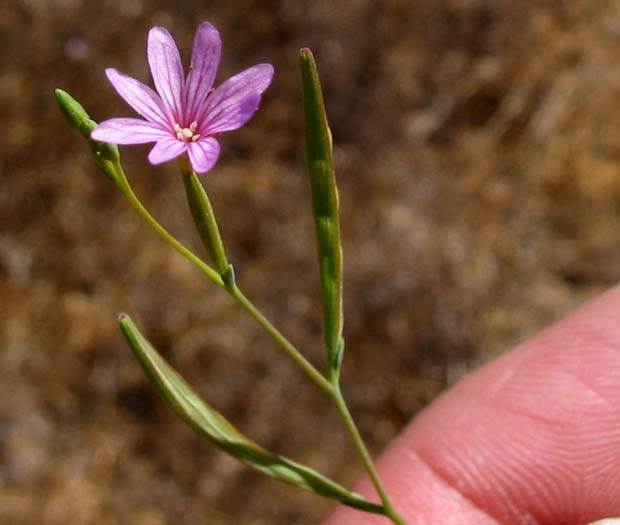
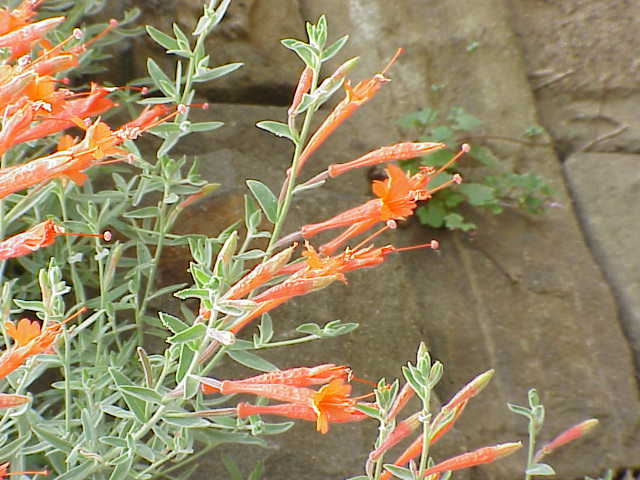
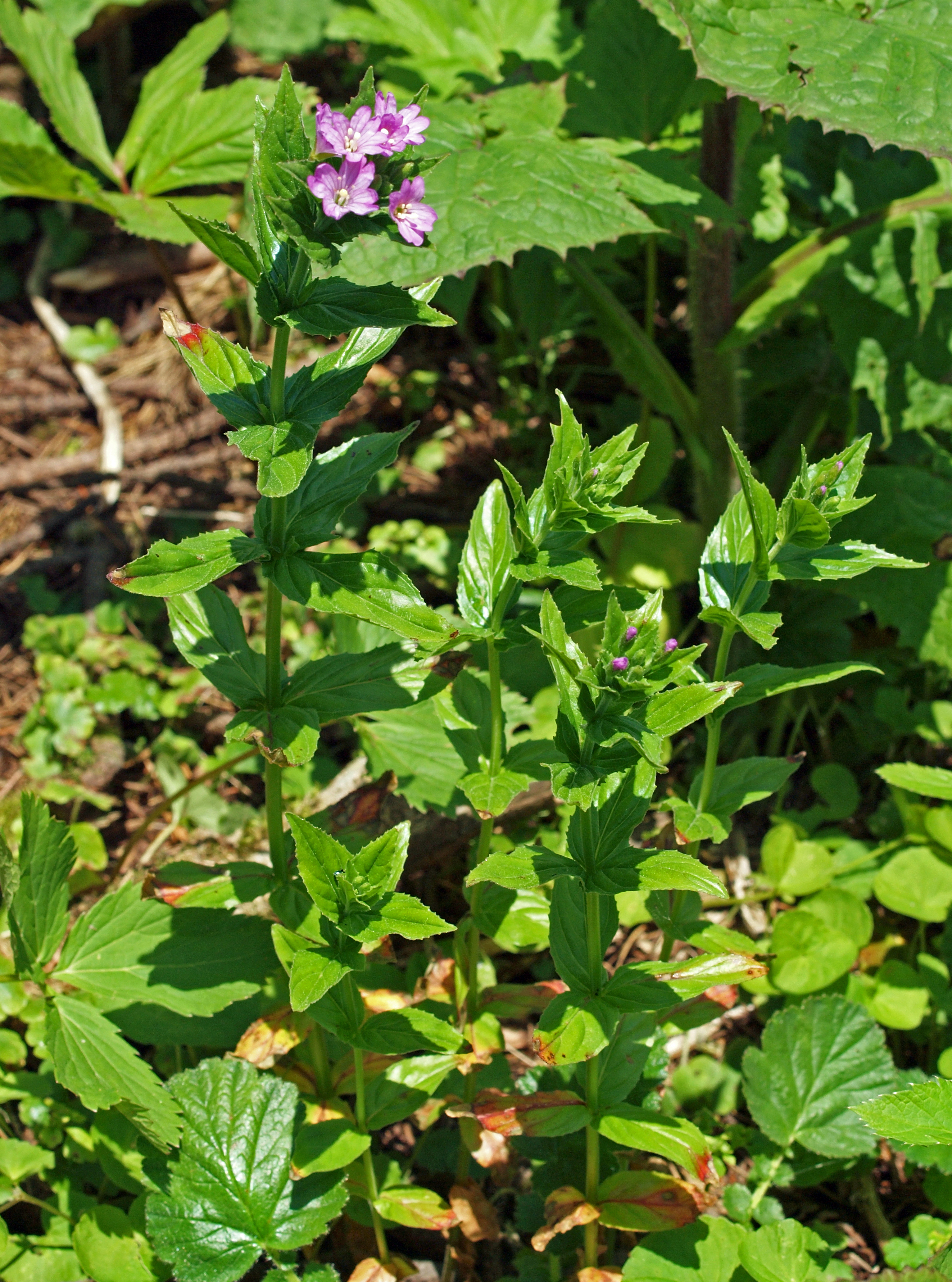
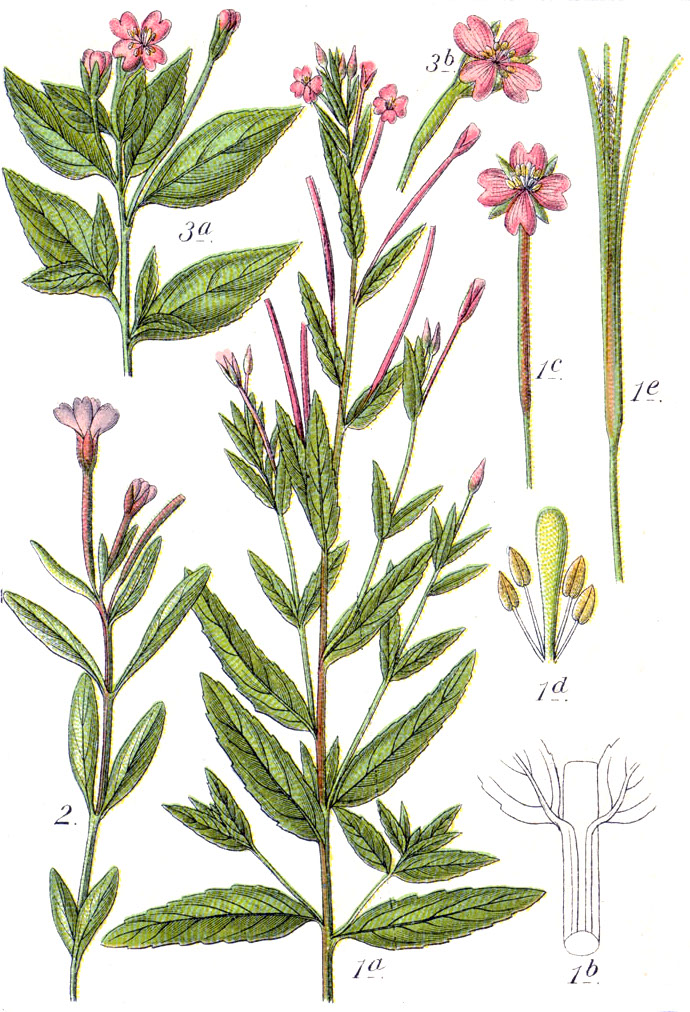

## Dottertaxa till Dunörter, i alfabetisk ordning[2]
- Epilobium aitchisonii
- Epilobium algidum
- Epilobium alpestre
- Epilobium alsinifolium
- Epilobium alsinoides
- Epilobium amurense
- Epilobium anagallidifolium
- Epilobium anatolicum
- Epilobium angustifolium
- Epilobium angustum
- Epilobium arcticum
- Epilobium argillaceum
- Epilobium arvernense
- Epilobium aschersonianum
- Epilobium astonii
- Epilobium atlanticum
- Epilobium australe
- Epilobium barbeyanum
- Epilobium bergianum
- Epilobium billardierianum
- Epilobium blinii
- Epilobium boissieri
- Epilobium borbasianum
- Epilobium brachycarpum
- Epilobium brevifolium
- Epilobium brevipes
- Epilobium brevipilum
- Epilobium brevisquamatum
- Epilobium brunnatum
- Epilobium brunnescens
- Epilobium canum
- Epilobium capense
- Epilobium chateri
- Epilobium chionanthum
- Epilobium chitralense
- Epilobium chlorifolium
- Epilobium ciliatum
- Epilobium clarkeanum
- Epilobium clavatum
- Epilobium cleistogamum
- Epilobium colchicum
- Epilobium collinum
- Epilobium coloratum
- Epilobium confertifolium
- Epilobium confine
- Epilobium confusilobum
- Epilobium confusum
- Epilobium conjungens
- Epilobium conspersum
- Epilobium cornubiense
- Epilobium crassum
- Epilobium curtisiae
- Epilobium cylindricum
- Epilobium davuricum
- Epilobium densiflorum
- Epilobium densifolium
- Epilobium denticulatum
- Epilobium detznerianum
- Epilobium dodonaei
- Epilobium duriaei
- Epilobium fangii
- Epilobium fastigiatoramosum
- Epilobium fauriei
- Epilobium finitimum
- Epilobium fleischeri
- Epilobium floridulum
- Epilobium foliosum
- Epilobium forbesii
- Epilobium fossicola
- Epilobium fragile
- Epilobium fugitivum
- Epilobium gemmascens
- Epilobium gerardi
- Epilobium glabellum
- Epilobium glaberrimum
- Epilobium glaciale
- Epilobium glanduligerum
- Epilobium glaucum
- Epilobium gouldii
- Epilobium gracilipes
- Epilobium griffithianum
- Epilobium gunnianum
- Epilobium halleanum
- Epilobium haynaldianum
- Epilobium hectori
- Epilobium hirsutum
- Epilobium hirtigerum
- Epilobium hohuanense
- Epilobium hooglandii
- Epilobium hornemannii
- Epilobium howellii
- Epilobium huteri
- Epilobium hypericifolium
- Epilobium iglaviense
- Epilobium indicum
- Epilobium insulare
- Epilobium interjectum
- Epilobium intersitum
- Epilobium jinshaense
- Epilobium josefi-holubii
- Epilobium kermodei
- Epilobium keysseri
- Epilobium kingdonii
- Epilobium kitcheneri
- Epilobium komarovianum
- Epilobium komarovii
- Epilobium korshinskyi
- Epilobium krulleanum
- Epilobium lactiflorum
- Epilobium ladakhianum
- Epilobium laestadii
- Epilobium lamotteanum
- Epilobium lanceolatum
- Epilobium laschianum
- Epilobium latifolium
- Epilobium laxum
- Epilobium leiophyllum
- Epilobium leptocarpum
- Epilobium leptophyllum
- Epilobium lipschitzii
- Epilobium ludmilae
- Epilobium luteum
- Epilobium macropus
- Epilobium madrense
- Epilobium margaretiae
- Epilobium matthewsii
- Epilobium maysillesii
- Epilobium melanocaulon
- Epilobium mentiens
- Epilobium mexicanum
- Epilobium microphyllum
- Epilobium minutiflorum
- Epilobium minutum
- Epilobium mirabile
- Epilobium montanum
- Epilobium nankotaizanense
- Epilobium nerterioides
- Epilobium nevadense
- Epilobium nivale
- Epilobium niveum
- Epilobium novae-civitatis
- Epilobium novae-zealandiae
- Epilobium nummularifolium
- Epilobium nutans
- Epilobium nutantiflorum
- Epilobium obcordatum
- Epilobium obscurescens
- Epilobium obscurum
- Epilobium oreganum
- Epilobium oregonense
- Epilobium palatinum
- Epilobium pallidiflorum
- Epilobium pallidum
- Epilobium palustre
- Epilobium pannosum
- Epilobium parviflorum
- Epilobium pedicellare
- Epilobium pedunculare
- Epilobium pengii
- Epilobium percollinum
- Epilobium pernitens
- Epilobium persicinum
- Epilobium petraeum
- Epilobium pictum
- Epilobium platystigmatosum
- Epilobium ponticum
- Epilobium porphyrium
- Epilobium prantlii
- Epilobium prionophylloides
- Epilobium prochazkae
- Epilobium prostratum
- Epilobium pseudorubescens
- Epilobium psilotum
- Epilobium pubens
- Epilobium puberulum
- Epilobium purpuratum
- Epilobium purpureum
- Epilobium pycnostachyum
- Epilobium pygmaeum
- Epilobium pyrricholophum
- Epilobium rechingeri
- Epilobium reedii
- Epilobium rigidum
- Epilobium rivulare
- Epilobium roseum
- Epilobium rostratum
- Epilobium rotundifolium
- Epilobium royleanum
- Epilobium rubneri
- Epilobium salignum
- Epilobium sarmentaceum
- Epilobium saximontanum
- Epilobium semiamplexicaule
- Epilobium septentrionale
- Epilobium sikkimense
- Epilobium simulans
- Epilobium simulatum
- Epilobium sinense
- Epilobium siskiyouense
- Epilobium speciosum
- Epilobium spitianum
- Epilobium staintonii
- Epilobium stereophyllum
- Epilobium stevenii
- Epilobium stracheyanum
- Epilobium strictum
- Epilobium subalgidum
- Epilobium subcoriaceum
- Epilobium subdentatum
- Epilobium suffruticosum
- Epilobium taiwanianum
- Epilobium tasmanicum
- Epilobium tetragonum
- Epilobium thermophilum
- Epilobium tianschanicum
- Epilobium tibetanum
- Epilobium tonkinense
- Epilobium torreyi
- Epilobium trichophyllum
- Epilobium turkestanicum
- Epilobium udicolum
- Epilobium wallichianum
- Epilobium wattianum
- Epilobium vernonicum
- Epilobium verticillatum
- Epilobium vicinum
- Epilobium williamsii
- Epilobium willisii
- Epilobium wilsonii
- Epilobium wisconsinense